# Onorificenze kosovare
Elenco delle onorificenze e degli ordini di merito distribuiti dal Kosovo.

## Ordini di merito
- Eroe del Kosovo
- Ordine della libertà
- Ordine dell'indipendenza

## Medaglie militari e di benemerenza
- Medaglia presidenziale di merito[1][2]
- Medaglia di merito
- Medaglia militare
- Medaglia al merito della Croce Rossa del Kosovo

## Insigniti di rilievo internazionale

### Ordine della libertà
- Donald Trump[3]
- Tony Blair [4]
- Joe Biden[5]

### Medaglia presidenziale
- Dua Lipa[6]
- Ric Grenell[3]
- Robert C. O'Brien[3]
- Ruggiero Capodivento[1]
- Banca Mondiale[7]

### Medaglia al merito della Croce Rossa
- Ruggiero Capodivento
- Multinational Specialized Unit